# Hr.Ms. Limburgia (1940)
Hr.Ms. Limburgia was een Nederlands boeienschip. Het schip was gebouwd als IJM 54 door de Duitse scheepswerf Schiffswerft Unterweser te Wesermünde. Het op 12 februari 1940 gevorderde schip moest de Ewald vervangen als boeienschip 2, waardoor de Ewald kon worden omgebouwd tot hulpmijnenveger.
Op 14 mei 1940 werd het schip door de bemanning onklaar gemaakt en tot zinken gebracht. De Duitse strijdkrachten wisten het schip te lichten en namen het in dienst. Gedurende de Tweede Wereldoorlog is het schip verloren gegaan.